# Куликовка (Амурская область)
Куликовка — упразднённое село в Бурейском районе Амурской области России. На момент упразднения входило в состав Кулустайского сельсовета. Исключено из учётных данных в 2001 году. С 2017 года считается затопленным в результате попадания в зону наполнения Нижне-Бурейского водохранилища.

## География
Село располагалось на левом берегу реки Бурея, на расстоянии примерно 14 километров (по прямой) к северо-востоку от поселка Новобурейский. Ныне урочище, где располагалось село, находится на дне Нижнебурейского водохранилища.

## История
Село возникло в 1889 году. По данным на 1916 год деревня Куликовка состояла из 29 дворов (население составляло 206 человек) и входила в состав Валуевской волости 7-го стана Амурского уезда Амурской области.
По данным 1926 года в Куликовке имелось 46 хозяйств (43 крестьянского типа и 3 прочих) и проживало 273 человека (141 мужчина и 132 женщины). В национальном составе населения преобладали русские. В административном отношении являлась центром Куликовского сельсовета Завитинского района Амурского округа Дальневосточного края.
Законом Амурской области от 30 октября 2000 года № 258-ОЗ, село Куликовка исключено из учётных данных.